# Naturaleza muerta (álbum de O'Connor)
Naturaleza muerta es el sexto álbum de estudio de la banda argentina de heavy metal O'Connor, publicado en 2008 por Tocka Discos.

## Lista de canciones
| N.º | Título                       | Escritor(es)                                  | Duración |  |
| 1.  | «Pagando por tu actitud»     | Claudio O'Connor, Hernán García               | 3:05     |  |
| 2.  | «Jardín de la eternidad»     | Claudio O'Connor, Hernán García               | 2:49     |  |
| 3.  | «Si soy un hombre real»      | Claudio O'Connor, Hernán García               | 4:07     |  |
| 4.  | «Se parece mucho a vos»      | Claudio O'Connor, Hernán García               | 2:37     |  |
| 5.  | «Jungla»                     | Claudio O'Connor, Hernán García               | 4:18     |  |
| 6.  | «Hasta el centro del horror» | Claudio O'Connor, Hernán García               | 3:40     |  |
| 7.  | «No tenemos opción»          | Claudio O'Connor, Hernán García               | 2:56     |  |
| 8.  | «Tecnosfera»                 | Claudio O'Connor, Hernán García, Pablo Naydón | 3:11     |  |
| 9.  | «Duele mi canción»           | Claudio O'Connor, Pablo Naydón                | 3:37     |  |
| 10. | «Algunas veces»              | Claudio O'Connor, Hernán García               | 2:53     |  |

## Créditos
O'Connor
- Claudio O'Connor - voz
- Fernando Cosenza - guitarra
- Hernán García - bajo, voz en «Algunas veces»
- Pablo Naydón - batería

Producción
- Mario Breuer - masterización
- Roberto Costa - productor ejecutivo
- Alberto Moles - productor ejecutivo
- Juan José Burgos - ingeniero de grabación y mezcla
- Alejandro Ortiz - técnico de edición
- Esteban Kolo López - mánager
- Miuki Madelaire - dirección artística
- RV Branding - arte